# Alexander Konstantinowitsch Krupski
Alexander Konstantinowitsch Krupski (russisch Александр Константинович Крупский, engl. Transkription Aleksandr Krupskiy; * 4. Januar 1960 in Irkutsk) ist ein ehemaliger russischer Stabhochspringer, der für die Sowjetunion antrat.

## Laufbahn
Im Jahr 1979 wurde Alexander Krupski mit 5,40 m Vizejunioreneuropameister. Bei den Halleneuropameisterschaften 1981 in Grenoble belegte er mit 5,65 m den zweiten Platz hinter dem Franzosen Thierry Vigneron mit 5,75 m. Ein Jahr später bei den Halleneuropameisterschaften in Mailand wurde er mit 5,55 m Vierter, war dabei aber hinter dem Sieger Wiktor Spassow mit 5,70 m und dem Zweitplatzierten Konstantin Wolkow mit 5,65 m nur drittbester Teilnehmer aus der Sowjetunion. Bei den Europameisterschaften 1982 in Athen war von diesen drei Athleten nur Krupski am Start. Mit 5,60 m wurde er Europameister vor seinem Landsmann Wladimir Poljakow und dem Bulgaren Atanas Tarew, die ebenfalls 5,60 m sprangen, aber wegen der Mehrversuchsregel Silber bzw. Bronze gewannen.
Bei den Halleneuropameisterschaften in Göteborg gewann Krupski mit 5,60 m Bronze hinter den beiden Franzosen Thierry Vigneron mit 5,85 m und Pierre Quinon mit 5,75 m. 1985 bei den Halleneuropameisterschaften in Piräus sprang Krupski mit 5,70 m genauso hoch wie der Sieger Serhij Bubka, erhielt aber wegen der Mehrversuchsregel nur die Silbermedaille.
Bei sowjetischen Freiluftmeisterschaften gewann Krupski nur eine Medaille: 1981 wurde er gemeinsam mit Poljakow Zweiter hinter Spassow. In der Halle wurde er 1982, 1984 und 1985 sowjetischer Meister.
Krupski ist 1,85 m groß und wog in seiner aktiven Zeit 77 kg. 1982 wurde er Verdienter Meister des Sports der UdSSR. Heute ist er Vorsitzender des Ausschusses für Körperkultur und Sport in der Oblast Irkutsk.

## Persönliche Bestleistungen
- Stabhochsprung: 5,82 m, 20. August 1984, Budapest
  - Halle: 5,70 m, 16. Februar 1985, Chișinău